# Šinkov Turn
Šinkov Turn je naselje v Občini Vodice. Poleg cerkve je stal grad, ki so ga 09. novembra 1943 požgali slovenski partizani.  Na griču sredi vasi je v zimskem času smučišče. 
V neposredni bližini zaselka Potok, ki leži v severnem delu Šinkovega Turna, v sosednji Občini Mengeš, se nahaja bajer, ki je nastalo na nekdanjem glinokopu. Danes je poznano predvsem ribičem, v zimskem času pa je privlačno drsališče. 
Cerkev v vasi je bila prvič omenjena v 13. stoletju, vendar se jo bolj podrobno omenja v 15. Šinkov Turn ima tudi svoj gasilni dom in društvo PGD Šinkov Turn, ki je bilo ustanovljeno davnega leta 1925. Posebnost gasilskega društva  je, da ima svoje prostore (gasilski dom) v sosednji vasi Koseze.